# Songs of Innocence
Songs of Innocence es el decimotercer álbum de estudio de la banda de rock irlandesa U2. Producido por Danger Mouse, con la participación de Paul Epworth, Ryan Tedder, Declan Gaffney y Flood, el álbum fue anunciado en un evento de Apple Inc. y publicado el mismo día en iTunes Store de forma gratuita para los usuarios de la plataforma hasta el 13 de octubre de 2014, cuando fue publicado en formato físico por Island Records. 
Songs of Innocence supone el primer trabajo de estudio del grupo desde el lanzamiento de No Line on the Horizon en 2009, el mayor espacio de tiempo entre dos discos de U2. Durante los cinco años que separan ambas publicaciones, el grupo grabó una gran variedad de material con distintos productores, pero tuvo problemas para completar un álbum de su satisfacción. En varias ocasiones, el cantante Bono expresó su incertidumbre sobre cómo U2 podría seguir siendo musicalmente relevante después de la tibia recepción comercial de No Line on the Horizon. Temáticamente, Songs of Innocence revisita los lugares de la infancia del grupo en Irlanda y rinde homenaje a varias inspiraciones musicales como Ramones y The Clash. Bono describió el álbum como una colección de «primeros viajes» y «el álbum más personal que jamás hemos hecho».
El primer sencillo, «The Miracle (of Joey Ramone)», aparece en un anuncio de televisión de Apple como parte de una campaña promocional en la que la compañía ha gastado cien millones de dólares. Aproximadamente 33 millones de usuarios accedieron al álbum durante su primera semana a la venta. Tras su lanzamiento, Songs of Innocence recibió reseñas generalmente favorables, con las mayores críticas centradas en la estrategia de publicación, que implicó la adición automática del álbum a las cuentas de usuarios de iTunes sin su consentimiento.

## Trasfondo
En febrero de 2009, U2 publicó No Line on the Horizon, su decimosegundo álbum de estudio, que obtuvo generalmente reseñas favorables y debutó en el primer puesto de las listas de éxitos de más de treinta países. Sin embargo, los cinco millones de unidades vendidas fueron inferiores en comparación con las ventas de sus anteriores trabajos. Aunque fue grabado con la intención de producir un trabajo más experimental que sus dos anteriores discos, los críticos lo encontraron más convencional de lo esperado. Durante la publicación del álbum, Bono mencionó planes de acompañar No Line on the Horizon de un sucesor, con el título de Songs of Ascent, con canciones de las anteriores sesiones de grabación. Planeado como una publicación hermana de No Line on the Horizon, de una forma similar a Zooropa y Achtung Baby, el proyecto fue descrito por Bono como «una pieza de trabajo meditativa y reflexiva» con la peregrinación como temática principal. El grupo también mencionó que el primer sencillo iba a ser «Every Breaking Wave».
Sin embargo, el grupo tuvo problemas para completar el álbum y se limitó a su compromiso con la gira U2 360° Tour, lo cual retrasó el proyecto. En junio de 2009, Bono comentó que habían completado nueve canciones. En diciembre del mismo año, un reportaje indicó que U2 estaba trabajando en el estudio con el compromiso de publicar un trabajo a mediados de 2010. En abril de 2010, Paul McGuinness, representante del grupo, confirmó que el álbum no iba a ser finalizado en junio, pero indicó que un lanzamiento «antes de finales de año era cada vez más probable». Meses después, otro reportaje indicó que U2 estaba trabajando en tres proyectos: un álbum de rock tradicional producido por Danger Mouse, un trabajo orientado hacia la música electrónica producido por David Guetta, RedOne y will.i.am, y el material procedente de Songs of Ascent. Además del trabajo mencionado, Bono y el guitarrista The Edge también se habían comprometido a escribir la música y la letra del musical Spider-Man: Turn Off the Dark, que experimentó numerosos retrasos y cambios creativos hasta su debut en junio de 2011.
En octubre de 2010, Bono comentó que el nuevo disco de U2 iba a ser producido por Danger Mouse y que habían completado doce canciones, mientras que McGuinness concretó comienzos de 2011 como una posible fecha de publicación. En febrero de 2011, McGuinness volvió a decir que el álbum estaba casi completo y que una posible fecha de publicación iba a ser mayo de 2011. El proyecto de Songs of Ascent, que permanece inédito, es objeto de estudio en el libro The Greatest Albums You'll Never Hear. Durante los cinco años y medio de gestación de Songs of Innocence, Bono expresó la incertidumbre en varias ocasiones de cómo U2 podría seguir siendo relevante en el plano musical después de la tibia recepción comercial de No Line on the Horizon.
A finales de 2013, U2 suspendió su trabajo en el álbum para contribuir con una canción nueva, «Ordinary Love», a la película Mandela: Long Walk to Freedom. La canción, escrita en homenaje a Nelson Mandela, ganó el Globo de Oro a la mejor canción original. En febrero, otra canción, titulada «Invisible», fue desvelada en un anuncio de la Super Bowl XLVIII y publicada de forma gratuita en iTunes Store para poner en marcha una asociación entre Product Red y Bank of America para luchar contra el SIDA.

## Escritura y grabación

### Revelación deSongs of Ascent
Alrededor de la fecha de lanzamiento de No Line on the Horizon, Bono mencionó planes tentativos para que el grupo publique un registro de seguimiento de canciones de las sesiones de grabación del álbum llamadas Songs of Ascent. Planificado como un lanzamiento hermano de No Line on the Horizon (similar a la relación de Zooropa con Achtung Baby), el proyecto fue descrito por Bono como "un trabajo meditativo y reflexivo" con el tema de la peregrinación. La banda dijo que el primer sencillo tenía la intención de ser "Every Breaking Wave". Sin embargo, el proyecto se retrasó continuamente, ya que U2 luchaba por completar un álbum a su satisfacción y estaba limitado por otros compromisos; Estos incluyeron el U2 360 ° Tour del grupo de 2009–2011, así como el compromiso de Bono y el guitarrista The Edge de escribir la música y las letras del musical Spider-Man: Turn Off the Dark, que experimentó numerosos retrasos y cambios creativos antes de su lanzamiento. debut en junio de 2011.
En junio de 2009, Bono dijo que aunque el grupo tenía nueve piezas de música que consideraban dignas de perseguir, el álbum solo se lanzaría si su calidad superaba la de No Line on the Horizon. En septiembre, afirmó por primera vez que U2 estaba trabajando en tres proyectos de álbum separados: un "álbum de club de rock" que incluía material que el grupo escribió anteriormente con el productor Rick Rubin pero que dejó de lado; las canciones que él y The Edge habían escrito para Spider-Man: Turn Off the Dark; y Songs of Ascent. El bajista Adam Clayton se mostró escéptico sobre las declaraciones de Bono, creyendo que su material todavía estaba en su infancia, mientras que Edge dijo que no estaba seguro de si las canciones de Spider-Man serían lanzadas como un álbum U2 o una grabación de reparto, agregando: "La colección de Spider-Man es la más desarrollada pero la menos apropiada para la banda. Tenemos tanto material en diferentes etapas de finalización, que será un buen problema cuando tengamos algunas semanas para míralo ". Después de que la banda se presentó en la Puerta de Brandenburgo en Berlín en noviembre, Bono y The Edge viajaron al sur de Francia para una sesión de composición de dos semanas, seguida de una sesión de estudio en Nueva York Ciudad en diciembre.
Un informe de diciembre de 2009 indicó que U2 había estado trabajando en el estudio con el objetivo de un lanzamiento a mediados de 2010. Para abril de 2010, el gerente de U2, Paul McGuinness, confirmó que el grupo no estaría terminado para junio, pero dijo que una liberación "antes de fin de año es cada vez más probable". En mayo, Bono se vio obligado a someterse a una cirugía de espalda de emergencia después de sufriendo un nervio ciático comprimido. El grupo reprogramó las fechas de su gira norteamericana ese año y una aparición en el Festival Glastonbury 2010 para el año siguiente, pero pudieron pasar su tiempo de inactividad escribiendo y grabando nuevas canciones.

### Sesiones con Danger Mouse
En agosto de 2010, surgieron nuevos informes sobre los proyectos de álbumes múltiples de U2, alegando que la banda estaba trabajando en: un álbum de rock tradicional producido por Brian "Danger Mouse" Burton; un álbum centrado en la danza producido por David Guetta, RedOne y will.i.am; y el material meditativo que comprende Songs of Ascent. Bono y The Edge continuaron expresando interés en lanzar las canciones escritas para el musical de Spider-Man. Cuando el U2 360 ° Tour se reanudó ese mes, el grupo estrenó varias pistas inéditas en vivo, incluyendo "Every Breaking Wave". En octubre de 2010, Bono dijo que el nuevo álbum de U2 sería producido por Burton, y que se habían completado 12 canciones, mientras que McGuinness dijo que estaba programado para un lanzamiento a principios de 2011. Bono describió la música de las sesiones con Burton como "más aerotransportada, más ligera".  La banda continuó haciendo un "gran progreso" en el disco en enero de 2011 trabajando con Burton en Nueva York. Sin embargo, después de celebrar una reunión creativa para revisar su agenda, se dieron cuenta de que no podrían completar el registro ese año; sus compromisos de gira limitaron su disponibilidad para trabajar en el álbum y aún no habían completado el material escrito durante la rehabilitación de Bono.
En febrero de 2011, McGuinness dijo que el álbum estaba casi completo y tenía una fecha de lanzamiento tentativa de mayo de 2011, aunque señaló que Songs of Ascent ya no era el título probable. El proyecto Songs of Ascent finalmente no se concretó y no se ha lanzado; su evolución y aparente abandono se examinan en el libro Los mejores álbumes que nunca escucharás. El bajista Adam Clayton dijo: "Pensamos que quedaba más material de No Line ... ahora nos sentimos muy lejos de ese material". El álbum centrado en la danza fue finalmente abortado también; Clayton dijo: "El trabajo que hicimos con RedOne fue muy, muy emocionante. Pero, una vez más, no estoy seguro de que fuera la esencia de lo que U2 es bueno ... tenemos que hacer lo que hacemos mejor y tenemos que concentrarnos sobre eso, y el trabajo que hicimos con Danger Mouse estuvo más cerca de eso ". Guetta aclaró que él no estaba involucrado en el proyecto de baile y que solo había discutido una posible colaboración con Bono.
U2 pasó tres meses en el estudio a fines de 2011, tomando un descanso solo para que Bono se recuperara de la gripe. En junio de 2012, apareció en The Late Late Show y dijo que el grupo acababa de concluir sus "mejores tres semanas en el estudio desde 1979". En enero de 2013, los miembros de la banda dijeron que su nuevo álbum se lanzaría en septiembre y que su título provisional era 10 Reasons to Exist. A principios de ese año, por invitación de Burton, la cantante sueca Lykke Li viajó a Los Ángeles para grabar voces de acompañamiento para la canción "The Troubles" sin presencia de U2. En mayo, U2 pasó un tiempo en Electric Lady Studios de Nueva York con Burton, quien estaba completando sus tareas de mezcla para el disco. Después de trabajar con la banda durante dos años, Burton se vio obligado a volver a su proyecto paralelo Broken Bells.
En ese momento, U2 tenía una colección de canciones que podrían haberse lanzado, pero el grupo aún no estaba satisfecho. The Edge dijo eso durante la mezcla: "encontramos que las canciones se desmoronaron. No habían llegado por completo. Nos permitimos pensar que 'interesante' fue suficiente". Las canciones, descritas por Rolling Stone como "guitarra -livianos, electrónicos pesados, con coros inusualmente sutiles ", faltaban lo que Edge llamaba" los sellos distintivos de [su] trabajo: la gran música ". La banda también tomó muy en serio los consejos que Rubin les había dado durante las sesiones de grabación. con él en 2006; Rubin señaló que el grupo usó sonidos y arreglos únicos para "disfrazar el hecho de que no tienes una canción", y enfatizó la importancia de la creación de canciones y la escritura de música que podría tocar bien incluso cuando despojado de la voz y el piano.

### Sesiones con Tedder, Epworth, Gaffney, and Flood
Posteriormente, el grupo reclutó a Ryan Tedder, Paul Epworth, Declan Gaffney y el colaborador de mucho tiempo Flood para ayudarlos a completar el álbum, con la esperanza de que las perspectivas opuestas de Burton beneficiarían las canciones. El tiempo de Flood trabajando en el disco se superpuso brevemente con el de Burton, y Gaffney se desempeñó como ingeniero de grabación de U2 durante la totalidad de las sesiones del álbum, pero de lo contrario el grupo trabajó con cada productor por separado. Tedder inicialmente criticó las canciones en progreso e identificó cuáles "valía la pena perseguir porque [la banda] tenía una cantidad de tiempo limitada". Se comparó con un crítico musical en la forma en que tenía que "sentarse allí y separar sus canciones y dar [su] opinión honesta". Tedder alternaba entre trabajar de forma remota y unirse a la banda en el estudio. Una de las canciones que más cambió fue "Every Breaking Wave", ya que ideó una nueva melodía de coro y movió la antigua al puente de la canción.
Mientras U2 continuaba trabajando en el estudio a mediados de 2013 con un lanzamiento objetivo de diciembre, el ejecutivo de cine Harvey Weinstein les pidió que contribuyeran con una canción a la película Mandela: Long Walk to Freedom. La banda suspendió el trabajo en el álbum para centrarse en la canción "Ordinary Love", que fue escrita en honor a Nelson Mandela. Ganó el Premio Golden Globe 2014 a la Mejor Canción Original, y fue nominado para el Premio de la Academia a la Mejor Canción Original. El progreso en su álbum se vio aún más limitado por un período de duelo después de la muerte de Mandela, los compromisos promocionales del grupo para la película y las ceremonias de premiación. En noviembre de 2013, Billboard informó que el nuevo álbum de la banda tenía una fecha de lanzamiento tentativa de abril de 2014, y que se anunciaría en un anuncio televisivo del Super Bowl. En cambio, otra nueva canción de U2, el sencillo "Invisible", fue presentada en el anuncio del Super Bowl en febrero de 2014. La canción fue lanzada digitalmente en iTunes Store sin costo alguno para lanzar una asociación con Product Red y Bank of America para combatir el SIDA. Bono dijo que la canción no era el sencillo principal de su registro pendiente, sino más bien un "anticipo: para recordarle a la gente que existimos".
Con U2 habiendo lanzado dos singles independientes escritos durante sus sesiones con él, Burton admitió en marzo de 2014 que no sabía el destino del disco o si aún era su productor. Ese mes, Billboard informó que el álbum y su gira de apoyo se retrasarían hasta 2015, lo que fue negado por un portavoz de la banda. El informe también indicó que U2 había programado sesiones de grabación adicionales con Tedder y Epworth; la banda fue vista poco después con Epworth en Londres y se creía que estaba trabajando en Church Studios. A mediados de 2014, Li se reunió con la banda en Londres para volver a grabar su voz para "The Troubles" después de que decidieron cambiar la clave de la canción. Después de probar algunos enfoques diferentes de su voz, Li dijo: "Apagamos toda la música y cantamos solo a la batería, así que realmente estaba llegando a lo que significaba el núcleo de la canción".
La asociación de U2 con Apple Inc. para el lanzamiento del álbum finalmente impuso un plazo muy necesario para completar el registro. Burton regresó para ayudar al grupo durante las sesiones finales. Pasaron el último mes trabajando con Gaffney en Malibu, California. The Edge dijo: "la mayor parte se hizo bastante rápido al final. Se logró mucho en las últimas semanas". Describió los últimos cuatro días en particular como "completo". El álbum se completó el 2 de septiembre de 2014, una semana antes de su lanzamiento. En ese momento, la banda entregó una versión de 10 pistas del álbum a Apple y optó por excluir la canción "Volcano", ya que no estaba terminada. Sin embargo, el grupo posteriormente tuvo una crisis de fe, creyendo que el disco sonaba "desigual". Después de convencer a Apple de que les diera un par de días más, la banda terminó la canción y la incluyó en la versión final del álbum.
En el transcurso de las sesiones de grabación, la banda trabajó en lo que Bono estimó en 50 canciones. The Edge dijo que tenían alrededor de 25 canciones para elegir, cinco de las cuales todavía estaban en un estado difícil. Bono dijo que el proceso de composición era humillante, ya que el grupo pudo obtener algunas canciones "a mitad de camino cuesta arriba, tres cuartos de camino cuesta arriba. Muchas veces, simplemente no podíamos llegar a la cima de la colina ". Hablando sobre el largo período de gestación del disco, Bono dijo:" Se rumorea que no hemos hecho un álbum de U2 en los últimos cinco años. Lo hemos hecho. Hemos hecho varios. Simplemente lo que hicimos es no liberarlos porque estabamos esperando algo que sería tan bueno como lo mejor que hemos hecho".

## Composición
Según el periodista musical Jon Pareles, Songs of Innocence presenta a U2 estrictamente tocando música rock, particularmente arena rock, cuya elaborada producción "pone un brillo más alto y, a veces, un tono de pelusa más pesado, en el sonido instantáneamente reconocible de la banda". Temáticamente, Songs of Innocence revisita la juventud de los miembros del grupo en Irlanda en la década de 1970, tocando recuerdos de la infancia, amores y pérdidas, mientras rinde homenaje a sus inspiraciones musicales. Bono lo describió como "el álbum más personal que hemos escrito". En una entrevista con Gus Wenner de Rolling Stone, dijo: "Intentamos descubrir por qué queríamos estar en una banda, las relaciones con la banda, nuestras amistades, nuestros amantes, nuestra familia. Todo el álbum es un primer viaje: primeros viajes geográficamente, espiritualmente, sexualmente ". Dijo que se sintió desafiado a escribir sobre temas más personales y por qué quería estar en una banda de rock después de que el productor Jimmy Iovine le dijera:" La persona que debes ser para hacer el álbum que quieres hacer está muy lejos de donde vives ". Rolling Stone consideró que Songs of Innocence tenía la sensación de ser un álbum conceptual, una noción que Bono rechazó, aunque opinaba que era líricamente coherente en una forma en que otros registros del grupo no estaban. Para el álbum, el grupo revisó las influencias musicales de los adolescentes, como la banda de punk rock Ramones y el grupo de música electrónica Kraftwerk, en busca de inspiración.
La canción de apertura "The Miracle (of Joey Ramone)" rinde homenaje a Joey Ramone, el cantante principal de los Ramones que fue particularmente influyente en Bono. Durante su adolescencia, U2 se coló en un concierto de Ramones, y la experiencia de ver a Joey actuar hizo que Bono se sintiera menos cohibido por su propio canto. "Every Breaking Wave" trata sobre la dificultad de "entregarse completamente a otra persona", con personajes líricos que son "adictos al tipo de fracaso y renacimiento". "California (There Is No End to Love)" recuerda la primera visita del grupo a Los Ángeles y cómo la ciudad contrasta con su Dublín natal. "Song for Someone" es una canción de amor que Bono escribió para su esposa Ali Hewson, a quien conoció durante su adolescencia. "Iris (Hold Me Close)" está escrito sobre la madre de Bono, Iris, quien murió después de sufrir un aneurisma cerebral en el funeral de su padre cuando Bono tenía 14 años. La letra compara su influencia sobre su hijo con una estrella que murió hace mucho tiempo pero cuya luz aún está llegando a la Tierra. Bono reescribió la letra de la canción después de leer una carta que el periodista James Foley escribió en cautiverio a su familia antes de ser asesinado por ISIS; las letras hicieron que Bono se diera cuenta de que "todos seremos recordados por los momentos menos profundos. Los momentos más simples".
La letra de "Volcano" está escrita desde la perspectiva de un Bono más joven que se dirige a su ser moderno; él dijo: "Es este chico joven que dice: '¿Te pasó la mierda?'". The Edge compuso la introducción del bajo de la canción. "Raised by Wolves" trata sobre los bombardeos de Dublín y Monaghan de 1974, que mataron a 33 personas pero que Bono evitó por poco ese día. La canción está escrita desde la perspectiva de Andy Rowen (hermano del amigo de la infancia de Bono, Guggi), cuya presencia en los bombardeos lo llevaría más tarde a la adicción a la heroína, un tema que también se abordó en la canción "Bad" de U2 en 1984. "Cedarwood Road" recuerda la calle de Dublín en la que vivió Bono durante su juventud. El árbol de cerezo al que se hace referencia en la letra era del jardín de la familia Rowen. "Sleep Like a Baby Tonight", escrito sobre un sacerdote pedófilo, fue descrito por Tom Doyle de Q como presentando "pulsos de sintetizador engañosamente parecidos a una canción de cuna" que recuerdan a Kraftwerk. Su álbum The Man-Machine fue regalado por Bono a Ali cuando salían cuando eran adolescentes y está marcado con su nombre en "Iris (Hold Me Close)" en la línea, "Pero fuiste tú quien me hizo tu hombre / máquina". "This Is Where You Can Reach Me Now" toma pistas musicales de una de las inspiraciones infantiles del grupo, The Clash; según las notas, la canción está dedicada al guitarrista / vocalista de The Clash, Joe Strummer. La letra se inspiró en la comprensión de Bono de que había encontrado una nueva familia y un hogar en forma de U2, ya que sentía que la casa de su infancia ya no era su hogar después de la muerte de su madre. Bono describió la canción de cierre, "The Troubles", como "una canción incómoda sobre la violencia doméstica".
Las ediciones de lujo del álbum presentan dos canciones adicionales. "Lucifer's Hands" se basa en una pieza instrumental titulada "Return of the Stingray Guitar" que U2 debutó en vivo en 2010 y se presentó como la canción de apertura en cada uno de sus 32 conciertos ese año. "The Crystal Ballroom" está escrito sobre el antiguo club nocturno de Dublín del mismo nombre (más tarde conocido como McGonagle's) donde la banda actuó con frecuencia en sus primeros años. Líricamente, Bono se imagina a sí mismo en el escenario en el lugar presenciando a sus padres bailando en la audiencia.

## Packaging y título
La carátula del álbum para las copias de iTunes del álbum fue creada por MAD Agency London para parecerse a los envases de marca blanca que se usan comúnmente para la producción de discos LP promocionales. La obra de arte, un "diseño anti-cubierta", es un homenaje al formato de lanzamiento promocional de vinilo que fue popular a fines de los años setenta y principios de los ochenta, un período al que hace referencia U2 en el álbum.
Las copias físicas del álbum presentan diferentes empaques con una imagen de portada del baterista Larry Mullen Jr. abrazando protectoramente a su hijo de 18 años mientras ambos están sin camisa. La imagen fue tomada por el fotógrafo Glen Luchford inicialmente como un experimento, pero el grupo pensó que funcionaba como una metáfora visual para el álbum y su tema de "cómo aferrarse a su propia inocencia es mucho más difícil que sostener a otra persona ". Bono dijo: "Con este registro estábamos buscando lo crudo, lo desnudo y lo personal, para despojarlo todo". Según Bono, el tatuaje en la parte superior del brazo de Mullen se basa en la mitología de los nativos americanos de la tribu Pawnee y es un símbolo de protección de la inocencia. La portada es paralela a la de los álbumes anteriores de la banda, Boy (1980) y War (1983), que presentaban la cara de un niño, Peter Rowen, el hermano menor de Guggi.
El título del álbum, junto con el seguimiento del grupo en 2017, Songs of Experience, están tomados de la colección de poemas de William Blake Songs of Innocence and of Experience.

## Publicación

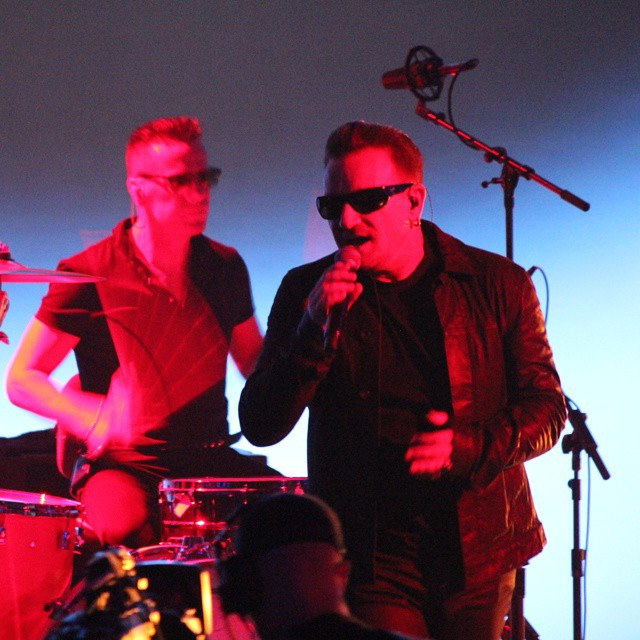
U2 en la presentación del iPhone 6 de Apple Inc., cuando Songs of Innocence fue anunciado oficialmente.

En los días anteriores a la presentación del iPhone 6 de Apple Inc. el 9 de septiembre de 2014 en Cupertino (California), comenzaron a circular varios rumores sobre la involucración de U2 en el evento. Un portavoz del grupo negó la información sobre la participación del grupo en el evento o sobre el lanzamiento del nuevo álbum. Sin embargo, durante el evento, después de introducir el nuevo iPhone y Apple Watch, U2 apareció en el escenario para interpretar una nueva canción, titulada «The Miracle (of Joey Ramone)». Después, U2 y el CEO de Apple Tim Cook anunciaron que el grupo había completado su decimotercer álbum, Songs of Innocence, y que sería publicado digitalmente el mismo día para todos los clientes de iTunes Store de forma gratuita. El disco, que se añadió automáticamente a la librería musical de los usuarios de iTunes, estuvo disponible de forma exclusiva para clientes de iTunes y para los usuarios de los servicios de streaming iTunes Radio y Beats Music hasta el 13 de octubre, fecha en la que se publica en forma física. Bono definió el álbum como «un regalo de Apple... para todos sus clientes musicales», y comentó que el grupo quería «ofrecer el álbum a tanta gente como fuera posible, porque de eso trata nuestro grupo». Con esta estrategia de marketing, Songs of Innocence estuvo disponible a más de 500 millones de usuarios de iTunes, lo que Cook calificó como «la publicación más grande de todos los tiempos». Según Apple, 33 millones de personas accedieron al álbum en su primera semana a la venta, tanto en descargas a través de iTunes como en streaming.
Como contrapunto, Apple pagó una elevada cantidad de dinero no revelada a U2 y a Universal Music Group a cambio de un periodo de exclusividad de cinco semanas para distribuir el álbum. A cambio, la compañía accedió a emprender una campaña de marketing valorada en 100 millones de dólares, que comenzó con un anuncio televisivo que incluyó «The Miracle (of Joey Ramone)». La asociación de U2 con Apple comenzó en 2004 con la promoción de How to Dismantle an Atomic Bomb mediante un anuncio televisivo que incluyó el sencillo «Vertigo». El lanzamiento de Songs of Innocence fue comparado con el del álbum de Jay-Z Magna Carta Holy Grail, patrocinado por Samsung, y el disco homónimo de Beyoncé, que fue publicado sin promoción previa.
El 25 de septiembre, fue revelado el diseño de la portada para la publicación física. La portada incluye al batería Larry Mullen, Jr. abrazando a su hijo de dieciocho años, en un diseño que contrasta con las portadas de Boy y War.

### Efectividad y reacción
Según Apple, 33 millones de personas accedieron al álbum en su primera semana de lanzamiento, ya sea a través de descargas de iTunes o de transmisión. Dentro de su primer mes de lanzamiento, 81 millones de usuarios lo habían escuchado y 26 millones habían descargado el registro completo, según el ejecutivo de Apple Eddy Cue.
La decisión de U2 de permitir descargas gratuitas de Songs of Innocence fue cuestionada por músicos, incluidos Patrick Carney de Black Keys y Nick Mason de Pink Floyd. El guitarrista de Buckcherry, Keith Nelson, creía que devaluaba la música, diciendo que U2 había "enviado un mensaje a todos de que la música es gratis, y eso es inquietante. Es fácil hacerlo cuando eres un multimillonario y el dinero no es realmente algo que te preocupas, pero cuando trabajas en una banda de rock and roll y cuentas con cada dólar, es decepcionante ver a alguien hacer eso ". La Asociación de Minoristas de Entretenimiento informó que las ventas en el Reino Unido del catálogo posterior de la banda fueron mínimo en la semana siguiente al lanzamiento del álbum. El presidente de la organización, Paul Quirk, dijo: "Esto confirma nuestra opinión de que regalar cientos de millones de álbumes simplemente devalúa la música y corre el riesgo de alienar al 60% de la población que no son clientes de iTunes ... Regalar música como esta es tan perjudicial para el valor de la música como la piratería ".
Muchos clientes de iTunes no estaban contentos de que el álbum fuera agregado a sus bibliotecas de música sin su consentimiento. Para los usuarios con descargas de música automáticas habilitadas en iTunes, Songs of Innocence se descarga automáticamente en sus dispositivos electrónicos. Chris Richards de The Washington Post calificó el lanzamiento de "rock and roll como correo basura distópico". Slate dijo que era "extremadamente inquietante" que "el consentimiento y el interés ya no sean un requisito para poseer un álbum, solo una prerrogativa corporativa". Vijith Assar de Wired dijo: "El mecanismo de entrega no es más que spam con descargas forzadas". En respuesta a las críticas, Apple creó una página dedicada en su sitio web para permitir a los usuarios eliminar el álbum de sus cuentas de iTunes. Bono dijo que no tenía conocimiento de la opción de descarga automática. El exmánager de U2 Paul McGuinness pensó que el álbum había sido "posicionado incorrectamente" y no habría ofendido a nadie si hubiera habido un método para optar por recibirlo. Al describir las intenciones de U2 y Apple, Bono dijo: "Queríamos entregar una pinta de leche a los porches de la gente, pero en algunos casos terminó en su refrigerador, en su cereal. La gente decía: 'No tengo lácteos ". Aunque se disculpó con un fanático durante una sesión de preguntas y respuestas de Facebook por la incorporación del álbum a su biblioteca de música, públicamente se negó a ofrecer una disculpa, diciendo: "Es uno de los momentos más orgullosos de la historia de U2."
A pesar de la mala prensa en torno al lanzamiento, un estudio independiente de usuarios seleccionados de iOS realizado por Kantar Group descubrió que en enero de 2015, el 23 por ciento de los oyentes de música tocó al menos una canción de U2, más que cualquier otro artista de ese mes. El estudio también encontró que de aquellos que escucharon música de U2, el 95 por ciento de ellos accedió al menos a una pista de Songs of Innocence.

### Otros proyectos
En una nota en el sitio web del grupo que anunciaba Songs of Innocence, Bono reveló planes para un álbum de seguimiento, Songs of Experience, diciendo que "debería estar listo lo suficientemente pronto". Después de tres años de trabajo, U2 lanzó Songs of Experience el 1 de diciembre de 2017.
El álbum es temáticamente una colección de cartas escritas por Bono a personas y lugares más cercanos a su corazón. La letra refleja un "roce con la mortalidad" que tuvo, así como el cambio de la política global en una dirección conservadora.
El gerente de U2, Guy Oseary, también indicó que el grupo tenía futuras colaboraciones con Apple planeando tratar "cómo se escucha la música y la innovación". Dijo que la banda quería apoyar los álbumes como una "forma artística de obras de arte y letras y contenido de video" que atraería a los oyentes más que el audio digital. En una historia de portada del 29 de septiembre de 2014 para Time, U2 dijo que estaban trabajando con Apple para desarrollar un nuevo formato de música digital que esperaban influir en el interés de los consumidores en comprar música nuevamente. Bono lo describió como "un formato audiovisual interactivo para música que no puede ser pirateado y que traerá de vuelta la portada del álbum de la manera más poderosa, donde puede tocar con la letra y ponerse detrás de las canciones". Dijo que el formato tenía 18 meses de finalización y que el grupo esperaba que beneficiara financieramente a artistas musicales menos conocidos. Una fuente le dijo a Billboard que el uso de Bono de la palabra "formato" era un nombre inapropiado, aclarando: "No es un formato nuevo, sino más bien una nueva forma de empaquetar y presentar un álbum. Esto se enfoca en avances creativos, en lugar de cambios en la tecnología".
El 8 de diciembre de 2014, se presentó un compañero visual del álbum, Films of Innocence. Inspirado en los murales políticos de Irlanda del Norte, U2 reclutó a 11 artistas urbanos para crear sus propias películas de arte, cada una interpretando una canción diferente del álbum. Los artistas involucrados en la colaboración fueron Robin Rhode, D * Face, Mode 2, Chloe Early, Ganzeer, Vhils, Maser, ROA, DALeast, Todd James y Oliver Jeffers. La colección de películas se puso a la venta en iTunes y Amazon.com.

### Promoción
Para promocionar el álbum, la banda apareció en varios programas de televisión y radio, incluidos Che tempo che fa de RAI TV en Milán, Le Grand Journal de Canal + en París, The Graham Norton Show de BBC One y BBC Radio 2 en Londres, BBC Two's Later... with Jools Holland, y The Late Late Show de RTÉ One en Dublín. El grupo también realizó "Every Breaking Wave" en los MTV Europe Music Awards 2014. La gira promocional se interrumpió cuando Bono resultó herido en un "accidente de bicicleta de alta energía" en Central Park el 16 de noviembre de 2014. Sufrió fracturas en el omóplato, el húmero, la órbita y el dedo meñique, lo que requirió cinco horas de cirugía en NewYork – Presbyterian Departamento de emergencias del Hospital / Weill Cornell Medical Center. Bono dijo que no estaba seguro de poder volver a tocar la guitarra. La lesión obligó a la banda a cancelar una aparición principal en KROQ Almost Acoustic Christmas, así como una residencia de una semana como invitado musical en The Tonight Show Starring Jimmy Fallon. Los otros tres miembros de U2 mantuvieron el compromiso de actuar en Times Square en el Día Mundial del SIDA el 1 de diciembre de 2014; Chris Martin de Coldplay y Bruce Springsteen completaron como vocalistas principales. U2 regresó a The Tonight Show el 8 de mayo de 2015 y participó en bocetos en los que se burlaron de la lesión en la bicicleta de Bono y viajaron disfrazados en una estación de metro de Nueva York. El grupo también dio a conocer un video de vista previa de su Innocence + Experience Tour. Para recompensar al área de Los Ángeles por abandonar KROQ Almost Acoustic Christmas, la banda tocó para 500 fanáticos en el Roxy Theatre de Hollywood el 28 de mayo de 2015, mientras se mostraban entre conciertos de su gira de arena.
U2 autorizó varias pistas de Songs of Innocence para su uso en el videojuego musical 2015 Rock Band 4; "Cedarwood Road" se incluyó con el juego, mientras que "The Miracle (of Joey Ramone)" y "California (There Is No End to Love)" se pusieron a disposición como contenido descargable.
Chris Milk y su compañía Vrse produjeron un video de realidad virtual de 360 grados con U2 que se lanzó en octubre de 2015. Presentado por Apple Music, el video fue promocionado en un autobús de la marca Apple, llamado "The Experience Bus", que estaba ubicado fuera de The O2 Arena antes de los conciertos de la banda en Londres en el Innocence + Experience Tour. El autobús estaba equipado con auriculares Oculus Rift y auriculares Beats Solos para que los fanáticos los usaran para ver el video. También se lanzó a través de la aplicación móvil de Vrse. El video combina imágenes de U2 interpretando "Song for Someone" dentro de un lugar vacío de Toronto con clips de fanáticos de todo el mundo que también tocan la canción. La producción del proyecto comenzó dos meses antes del lanzamiento de Apple Music y vio la filmación en 11 países.

## Recepción de la crítica
Songs of Innocence recibió críticas mixtas de los críticos. En Metacritic, que asigna una calificación normalizada de 100 a las críticas de los críticos principales, el álbum recibió un puntaje promedio de 64 de 100, basado en 32 críticas, lo que indica "críticas generalmente favorables". En AnyDecentMusic?, que recopila reseñas de más de 50 fuentes de medios, el álbum obtuvo 6.0 de 10, basado en 28 reseñas.
Rob Mitchum de Pitchfork criticó a Songs of Innocence por "apuntar [ing] a un tono único, vagamente inspirador, con un enfoque ágil a los detalles a pesar de la afirmación del kit de prensa de que todo es 'muy, muy personal'". Greg Kot, del Chicago Tribune, dijo que U2 "sonaba tan impersonal como siempre" y que el álbum era "plano y extrañamente complaciente", mientras encontraba las canciones más personales derivadas de bandas de rock contemporáneas como Imagine Dragons y Airborne Toxic Event. En una revisión para The Guardian, Caspar Llewellyn Smith escribió que U2 estaba "pisando terreno viejo sin tener mucho sentido de cómo avanzar". Ben Patashnik de NME dijo solo "Iris", "Song for Someone", y "Every Breaking Wave" fueron "sobresalientes", y criticó la estrategia de lanzamiento, juzgando "el hecho de que sea gratis hace que parezca barato". Sal Cinquemani de Slant Magazine consideró que el álbum era un éxito temático que de lo contrario se vio empañado por una especie de pablum MOR hábil que plagó los últimos esfuerzos de la banda ". Stephen Thomas Erlewine de AllMusic sintió que U2 no se desafió a sí mismos y que el álbum representa las contradicciones en la música de la banda: "Camuflan su nostalgia en el sonido de la modernidad; tocan música gigantesca sobre la intimidad ... Quieren ser todo para todos y, al intentar hacerlo, terminaron con un registro que atrae a un público reducido".
En una crítica positiva, Neil McCormick de The Daily Telegraph llamó a Songs of Innocence "fresco y cohesivo ... un álbum de rock grande, colorido y atacante con melodías fluidas, coros brillantes e himnos e ideas líricas audaces". En Rolling Stone , David Fricke escribió que el disco fue un "triunfo del renacimiento dinámico y centrado" y "la primera vez que U2 contó sus propios cuentos tan directamente, con las fortalezas y la expresión que acumularon como compositores y creadores de discos". Spin, Carl Wilson, dijo que las canciones del álbum eran "más compactas y directas, y evitan la escala de mentalidad global" del material anterior de U2 "para perspectivas íntimas y personales". Wilson elogió a U2 por contratar productores contemporáneos para ayudarlos a "unirse en lugar de vencer a la corriente principal de 2014". Tom Doyle de Mojo llamó a Songs of Innocence "el álbum U2 más sorprendentemente fresco, enérgico y cohesivo en años", alabando los temas personales. Sintió que el álbum "reconecta a U2 con la banda estridente, exploradora y despierta de su naciente, recordándonos no solo a nosotros, sino a ellos mismos, sus comienzos contra viento y marea". En The New York Times, Jon Pareles dijo que encontró el disco agradable por su grandioso estilo musical y sus letras nostálgicas y emocionalmente variadas: "Las canciones fundamentaron reflexiones filosóficas e imágenes de alto vuelo en reminiscencias y eventos concretos".

### Elogios
Songs of Innocence apareció en el ranking de fin de año de la crítica de los mejores álbumes de 2014. Rolling Stone lo clasificó como el mejor álbum de 2014, llamándolo "el álbum de rock emocionalmente crudo del año, a cualquier precio", aunque sugiere que "En su gama de sonidos, puede que no haya más álbum completo de U2". La selección resultó controvertida; Según una biografía de 2017 sobre el fundador de Rolling Stone, Jann Wenner titulada Sticky Fingers, Wenner supuestamente dicta la clasificación debido a su amistad con Bono, diciendo: "Mi dictado. Por fiat, amigo. Eso es todo". álbum el 93.º mejor de la década de 2010.
Mojo colocó el récord número 33 en su lista de los "50 mejores álbumes de 2014". The Telegraph clasificó el récord como el 14º mejor del año, mientras que Q lo colocó en el número 44 de su lista. En contraste, Randall Roberts de Los Angeles Times lo nombró el peor lanzamiento de 2014. Para la 57a Entrega Anual de los Premios Grammy, Songs of Innocence fue nominada al Mejor Álbum de Rock.

## Rendimiento comercial
La disponibilidad gratuita del álbum en iTunes retrasó su elegibilidad para su colocación en las listas de música hasta su lanzamiento comercial el 13 de octubre, que se esperaba que redujera sus ventas. En el Reino Unido, Songs of Innocence vendió 15.998 copias en su primera semana y debutó en el número seis en la lista de álbumes del Reino Unido, el debut más bajo de U2 en el país en 33 años; solo pasó nueve semanas en la lista. En los Estados Unidos, el álbum estuvo en la lista durante solo ocho semanas en el Billboard 200, debutando en el número nueve y vendiendo 28,000 copias en su primera semana. Según Nielsen Soundscan, se vendieron 101,000 copias del registro en Norteamérica, mientras que 66,003 copias se vendieron en el Reino Unido hasta diciembre de 2017, según datos de la Compañía Oficial de Gráficos. En Canadá, el álbum debutó en el número cinco en la lista de álbumes canadienses, vendiendo 4.600 copias en su primera semana antes de dejar la lista. El álbum alcanzó el número uno en Croacia, República Checa, Francia, Italia, Países Bajos, y España.

## Innocence + Experience Tour
El 14 de mayo de 2015, U2 se embarcó en una gira mundial de conciertos llamada Innocence + Experience Tour. Fue la primera vez que U2 tocó en arenas desde 2005–2006 en su Vertigo Tour. Con 76 espectáculos en dos etapas, la gira visitó América del Norte de mayo a julio y Europa de septiembre a diciembre. La banda estructuró sus conciertos en torno a una narrativa suelta de "inocencia" que pasa a "experiencia", con un conjunto fijo de canciones para la primera mitad de cada espectáculo y una segunda mitad variable, separadas por un intermedio, el primero para los conciertos de U2. El escenario abarcaba la longitud del piso del recinto y comprendía tres secciones: un segmento rectangular que se iluminaba como una "I" para representar la "inocencia"; un escenario circular más pequeño que se ilumina como una "e" para representar la "experiencia"; y una pasarela entre ellos para representar la transición entre los dos temas. Una pantalla de video de doble cara de 96 pies de largo (29 m) fue suspendida arriba y paralela a la pasarela; La estructura presentaba una pasarela interior entre las pantallas, permitiendo a los miembros de la banda actuar en medio de las proyecciones de video. El sistema de sonido de U2 se trasladó a los techos del lugar y se dispuso en una matriz ovalada, con la esperanza de mejorar la acústica mediante la distribución uniforme del sonido en toda la arena. En total, la gira recaudó $ 152.2 millones de 1.29 millones de boletos vendidos. La fecha final de la gira, uno de los dos espectáculos de París reprogramados debido a los ataques del 13 de noviembre de 2015 en la ciudad, se filmó para el video Innocence + Experience: Live in Paris y se transmitió en la cadena de televisión estadounidense HBO.

## Legado
Rolling Stone nombró el lanzamiento de iTunes de Songs of Innocence como uno de los 50 momentos musicales más importantes de la década de 2010. Billboard lo incluyó en su lista de los 100 momentos musicales que definieron la década, diciendo: "La estrategia fallida mostró los peligros de incorporar música dentro de la tecnología de manera tan profunda (y casi literalmente), y hoy, la mayoría de los suscriptores de Apple no podían no te digo nada sobre Songs of Innocence además de la reacción violenta ". Ed Power de The Telegraph calificó la promoción como" el lanzamiento más idiota de la historia del rock "y lo atribuyó a dos factores: la determinación del CEO de Apple, Tim Cook, "demostrar que es digno del maravilloso manto del gurú tecnológico que había heredado de su predecesor mucho más carismático, el fallecido Steve Jobs", y de la "obsesión [de] U2 de ser la banda más grande del mundo".
En una revaluación de Songs of Innocence en 2019, el crítico de Uproxx Steven Hyden dijo que había reaccionado de forma exagerada en su crítica original y que después de volver a visitar el álbum, creía que era el mejor trabajo de la banda desde Zooropa en 1993. Reflexionando sobre el lanzamiento de iTunes, todavía pensé que era una idea equivocada, atribuyéndolo a "la incapacidad de U2 de comprender una verdad fundamental de la cultura moderna del consumidor: la gente ahora se preocupa mucho más por sus teléfonos que cualquier álbum individual". Hyden lo calificó como "el mayor desastre de relaciones públicas relacionado con la música de la década", pero argumentó que la reacción violenta contra U2 fue en última instancia injustificada dada la forma en que los hábitos de consumo de medios cambiaron en los años siguientes: "la tecnología, junto con los hábitos de los oyentes, también continuaron". cinco años después, la idea de seleccionar una colección de música en su teléfono es un tanto pintoresca para el oyente promedio. En la era de la transmisión, cada álbum aparece en su teléfono, semana tras semana ". Hyden creía que era ingenuo que la gente criticara a la banda por anunciar potencialmente una "pendiente resbaladiza" de los "escenarios del fin del mundo del rock suave", pero aun así espera que sus propios hábitos de escucha en servicios de transmisión como Spotify o Apple Music sean privados: "Como oyentes, entregamos esta información libremente, con un leve reconocimiento de que estos datos también se comercializan y se venden a anunciantes y vendedores".

## Lista de canciones
Todas las canciones escritas y compuestas por Bono y The Edge. 
| N.º | Título                                 | Productor(es)                           | Duración |  |
| 1.  | «The Miracle (of Joey Ramone)»         | Danger Mouse, Paul Epworth, Ryan Tedder | 4:16     |  |
| 2.  | «Every Breaking Wave»                  | Danger Mouse, Tedder, Declan Gaffney    | 4:13     |  |
| 3.  | «California (There Is No End to Love)» | Gaffney, Epworth, Danger Mouse          | 4:00     |  |
| 4.  | «Song for Someone»                     | Tedder, Flood                           | 3:47     |  |
| 5.  | «Iris (Hold Me Close)»                 | Epworth, Tedder, Danger Mouse           | 5:20     |  |
| 6.  | «Volcano»                              | Gaffney, Epworth                        | 3:15     |  |
| 7.  | «Raised by Wolves»                     | Gaffney, Danger Mouse                   | 4:06     |  |
| 8.  | «Cedarwood Road»                       | Danger Mouse, Epworth                   | 4:26     |  |
| 9.  | «Sleep Like a Baby Tonight»            | Danger Mouse                            | 5:02     |  |
| 10. | «This Is Where You Can Reach Me Now»   | Danger Mouse                            | 5:06     |  |
| 11. | «The Troubles»                         | Danger Mouse, Gaffney                   | 4:46     |  |

| Temas extra (edición deluxe) |                                                                 |          |  |
| N.º                          | Título                                                          | Duración |  |
| 12.                          | «Lucifer's Hands»                                               |          |  |
| 13.                          | «The Crystal Ballroom»                                          |          |  |
| 14.                          | «The Troubles» (Versión alternativa)                            |          |  |
| 15.                          | «Sleep Like a Baby Tonight» (Mezcla alternativa de Tchad Blake) |          |  |

| Temas extra (edición de vinilo) |                                                  |          |  |
| N.º                             | Título                                           | Duración |  |
| 16.                             | «The Crystal Ballroom» (Remezcla de Tchad Blake) |          |  |

## Personal
Adaptado de las notas del forro.

### U2
- Bono: voz principal, teclados (pistas 1, 3–5, 7, 9–11), guitarra (1, 6, 9), dulcimer (2)
- The Edge: guitarra, coros, teclados (1–8, 10–11), programación (5)
- Adam Clayton - bajo, teclados (5)
- Larry Mullen, Jr. - batería, percusión, coros (3, 10)

### Artistas adicionales
- Brian "Danger Mouse" Burton - teclados (pistas 1–2, 7–11), programación (7), percusión adicional (10), arreglo coral (6)
- Ryan Tedder - teclados (1–2, 4–5), programación (1), guitarra acústica (1)
- Paul Epworth - teclados (1, 3, 8), programación (1), percusión adicional (1), aplausos (6), guitarra deslizante adicional (8)
- Flood - teclados (4)
- Declan Gaffney: guitarra acústica (1, 6), teclados (2–8, 10–11), programación (3, 7, 9), coros (3, 10), aplausos (6), percusión adicional (7), efectos vocales (7)
- Lykke Li - voz (11)
- "Classy" Joe Visciano - aplausos (6), coros (10)
- Leo Pearson - teclados (9)
- Caroline Dale - violonchelo (11), arreglo de cuerdas (11)
- Natalia Bonner - violín (11)
- Greg Clark - coro (1, 6)
- Carlos Ricketts - coro (1, 6)
- Tabitha Fair - coro (1, 6)
- Kim Hill - coro (1, 6)
- Quiona McCollum - coro (1, 6)
- Nicki Richards - coro (1, 6)
- Everett Bradley - coro (1, 6)
- Bobby Harden - coro (1, 6)
- Ada Dyer - coro (1, 6)

### Técnico
- Brian "Danger Mouse" Burton - producción (pistas 1–3, 7–11), producción adicional (5)
- Paul Epworth - producción (1, 3, 5, 8), producción adicional (6)
- Flood - producción (4)
- Declan Gaffney - producción (3, 6–7), producción adicional (2, 11), ingeniería, mezcla
- Ryan Tedder - producción (1–2, 4–5)
- Kennie Takahashi - ingeniería adicional
- Matt Wiggins - ingeniería adicional, mezcla
- Ben Baptie - ingeniería adicional, mezcla
- "Classy" Joe Visciano - asistencia de ingeniería, asistencia de mezcla
- Adam Durbridge - asistencia de ingeniería, asistencia de mezcla
- Joseph Hartwell Jones - asistencia de ingeniería
- Sean Oakley - asistencia de ingeniería
- Tchad Blake - mezcla
- Tom Elmhirst - mezcla
- Scott Sedillo - masterización
- Todd Malfalcone - asistencia de ingeniería (1), asistencia de mezcla (pista 11)
- Cecil Bartlett - asistencia de ingeniería (4)
- Drew Smith - asistencia de ingeniería (4)

## Gráficos y certificaciones

### Gráficos semanales
| Chart (2014)                                    | Posición alta |
| ----------------------------------------------- | ------------- |
| Australia Albums (ARIA)                         | 7             |
| Austria Albums (Ö3 Austria)                     | 2             |
| Álbumes belgas (Ultratop Flanders)              | 2             |
| Álbumes belgas (Ultratop Valonia)               | 1             |
| Álbumes brasileños (ABPD)                       | 7             |
| Álbumes canadienses (Billboard)                 | 5             |
| Álbumes internacionales croatas (HDU)           | 1             |
| Álbumes checos (ČNS IFPI)                       | 1             |
| Álbumes daneses (Hitlisten)                     | 3             |
| Álbumes holandeses (Album Top 100)              | 1             |
| Álbumes finlandeses (Suomen virallinen lista)   | 10            |
| Álbumes franceses (SNEP)                        | 1             |
| Álbumes alemanes (Offizielle Top 100)           | 2             |
| Álbumes griegos (IFPI)                          | 2             |
| Álbumes húngaros (MAHASZ)                       | 13            |
| Álbumes irlandeses (IRMA)                       | 2             |
| Álbumes italianos (FIMI)                        | 1             |
| Álbumes de Nueva Zelanda (RMNZ)                 | 6             |
| Álbumes noruegos (VG-lista)                     | 6             |
| Álbumes polacos (ZPAV)                          | 1             |
| Álbumes portugueses (AFP)                       | 1             |
| Álbumes escoceses (OCC)                         | 4             |
| Álbumes internacionales de Corea del Sur (Gaon) | 13            |
| Álbumes españoles (PROMUSICAE)                  | 1             |
| Álbumes suecos (Sverigetopplistan)              | 2             |
| Álbumes suizos (Schweizer Hitparade)            | 3             |
| Álbumes del Reino Unido (OCC)                   | 6             |
| US Billboard 200                                | 9             |

### Tablas de fin de año
| Chats (2014)                                        | Posición |
| --------------------------------------------------- | -------- |
| Lista de álbumes italianos                          | 12       |
| Tabla de álbumes polacos                            | 17       |
| Álbumes alternativos de la cartelera estadounidense | 47       |

### Certificaciones
| Región                                                                                                  | Certificación | Unidades certificadas / ventas |
| --- | ------------- | ------------------------------ |
| Austria (IFPI Austria)                                                                                  | Platino       | 15,000*                        |
| Brasil (Pro-Música Brasil)                                                                              | Oro           | 20,000*                        |
| España (PROMUSICAE)                                                                                     | Oro           | 20,000^                        |
| Países Bajos (NVPI)                                                                                     | Platino       | 40,000^                        |
| Polonia (ZPAV)                                                                                          | 2 × platino   | 40,000*                        |
| Reino Unido (BPI)                                                                                       | Plata         | 60,000^                        |
| Italia (FIMI)                                                                                           | 2 × platino   | 100,000*                       |
| * cifras de ventas basadas solo en la certificación ^ cifras de envíos basadas solo en la certificación |               |                                |

## Lanzamiento de la historia
| Región           | Fecha                                         | Etiqueta               | Formato                | Versión             |
| ---------------- | --------------------------------------------- | ---------------------- | ---------------------- | ------------------- |
| Varios           | 9 de septiembre de 2014 13 de octubre de 2014 | - Interscope - Island  | \| Digital download \| | Standard            |
| Polonia          | 14 de octubre de 2014                         | Universal Music Polska | CD                     | - Standard - deluxe |
| Estados Unidos   | 14 de octubre de 2014                         | Interscope             | CD                     | - Standard - deluxe |
| Digital download |                                               |                        |                        |                     |